# Üstökös (Transformers)
Üstökös a Transformers egyik szereplője. Első megjelenése a G1 képregény első részében volt. Másodlagos alakja egy F-22 Raptor
Üstökös a (Marvel G1) képregényben és a G1 rajzfilm korai epizódjaiban a rangsorban a második álca. Mind a képregényben, mind a rajzfilmben fontos jellemzője állandó lázadozása Megatron ellen, és vágya az álcavezéri posztra. Míg Megatron időnként, gonoszsága ellenére, bizonyos jellemről tesz tanúságot (pl. tisztelettel beszél ellenfeleiről vagy életben hagyja őket), addig Üstökös gyáva, alattomos, intrikus, hatalommániás és gyakorta a nagyzási hóbort jeleit is mutatja; bajtársaival is hatalmaskodik, vagy elárulja őket.

## Története

### Az eredeti képregény szerint

Üstökös repülőgépként

Üstökös a képregényben az első álcákkal együtt érkezett a Földre. Miután a Bárka felélesztette társaival együtt, elmenekült és egy erődbe költözött. Számos légicsatában részt vett. Amikor az álcák a Karib-tengeren üdülőszigetet hoztak létre, feladata volt a turisták szállítása repülő üzemmódban. Megatron mellett mindig csak második maradt, bár fő vágya az volt, hogy ő legyen a vezér. Feletteseivel tiszteletlen volt, mindig hatalomra tört. Féreggel együtt tudomást szerzett az Alapbázisról. Tervet eszelt ki a megszerzésére. Mikor megtudta, hogy Féreg magának akarja, az akkor már az Antarktiszon lévő álca bázisra hívta Skorponok álcaparancsnokot és harcosait. Ezután Buster Witwickyt kivitte a kietlen jégmezőkre egy segélyhívóval. Tudta, hogy Buster riadóztatni fogja az autobotokat, akikre rátámadnak majd az álcák. Amíg egymás ellen harcoltak, ellopta Skorponok űrhajóját, hogy megszerezze az adatbázist. Az adatbázistól hihetetlen erős lett, rengeteg álcát és autobotot megölt, azonban az alapbázis vele is végzett. Később Megatron megkereste a maradványait a világűrben, hogy bosszút álljon az álcákon segítségével. Azonban Üstökös újra elárulta parancsnokát. Később Sokkolóval szövetkezett. Az Unikron elleni háború után eltűnt, majd elrabolta az autobotok űrhajóját, a Bárkát.

### Unikron Trilógia
Mindhárom sorozatban szerepel, egyik sorozatban sem ugyanaz a személy.

#### Transformers: Armada
Ebben a sorozatban hasonlít kinézetre és jellemre is Üstökösre, azonban a magyar szinkron a Csillagsikoly tükörfordítást alkalmazta a robot nevére.

#### Transformers: Energon
Az Energonban, Surranó nevet viseli. Miután Alfa-Q feltámasztotta, megbukott a küldetésen. Megatron megkínozza és átmossa az agyát. Ezek után Megatron leghűségesebb katonája lesz.

#### Transformers: Cybertron
A Cybertron-ban, egy mindig lázadó változatát ismerhetjük meg. Megatron elindul az egyik Kiber-kulcsot keresésére csapdába csalja a vezérét, és ezzel el is árulta, Prímusz szíkrájának a felét ellopja és óriásra nőtt, "az Univerzum császára" címet adta magának.

### Aligned continuity family

#### Transformers: Prime
Starscream az álcák másodparancsnoka, az 1. Évad végén: miután Airachnid-el felkutatt egy fegyvert kilép az álcáktól. A 2. Évad elején: Visszatér a Nemezisre hogy energon-t lopjon egy helyíségben szembe találja magát Orion Pax/ Optimus-al, elárulja hogy Megatron hazudik neki. A M.E.C.H. ellopja a T-magját és így nyomorék lett. Az évad végén: vissza áll az álcákhoz.

#### Transformers: Robots in Disguise (televíziós sorozat, 2015)
Miután megölte a predaconokat, rátalát hét mini-conra. Ezután bosszút esküszik megatron ellen. Optimus és Bumblebee legyőzik.

### Transformers: Cyberverse
Ebben a változatban, hasonlít a Transformers: Cybertron és Transformers: Prime beli énjeire. A sorozat folyamán elárulja a saját bolygóját, Optimus és Megatron legyőzik.

### Transformers, Transformers: A bukottak bosszúja, Transformers 3
Üstökös itt egy F-22 vadászrepülővé tud átalakulni, amit idegen – álca – szimbólumok díszítenek.
Felépítése és kinézete is szándékosan hasonlít egy madárhoz. A mozifilmekben még gyávább, de valamennyivel agresszívabb.
Sam Witwicky és William Lennox százados végez vele.
Érdekesség, hogy az 5-ik részben a Daytrader nevű autobot – akit mellesleg a többiek utálnak – elhozza Üstökös ép fejét. Viszont itt a csavar: Üstökös feje a harmadik részben szétrobbant.
Később Megatron megtalálja a fejét és bosszút forral az autobotok ellen.

## Képességei
Üstökös másodlagos alakja egy F–15 Eagle vadászrepülőgép, mely elképesztő sebességre képes: néhány perc alatt elérte a légkör felső határát, majd bukórepülésben ismét a földön termett. Támadásai ezért váratlanok voltak. 70 km távolságról képes a szőnyegbombázásra három km-es körzetben. Sugárfegyvere két percre képes volt bármilyen áramkört megszakítani, s így hatékonyan bénította meg a legtöbb gépet és berendezést. Megatron a világűrben megtalált roncsaiból álca-színlelővé építi át Racsni segítségével.
A mozifilmekben másodlagos alakja egy Lockheed Martin F-22-es vadászgép, robot alakját (amely szándékosan több madárszerű jellegzetességet mutat) nagyon megváltoztatták a G1-es Üstököshöz képest. Szerepe a filmben azonban hasonló, mint a G1 univerzumban: ő Megatron hízelkedő alvezére, ám jellemtelensége és Megatronnal való harca sokkal kevésbé domborodik ki. Az első rész (Transformers) során Tombolóval együtt megtámadja a Hetes szektor bázisát, az ellátógenerátorok szabotálásával kiolvasztják és kiszabadítják Megatront jégbörtönéből. Amikor Megatron elpusztul az Örök Szikrától, Üstökös elmenekül a harctérről a sztratoszférába. A második részben (A bukottak bosszúja) ő javasolja Megatronnak, hogy ne szálljon szembe a Bukottat legyőző Optimus-szal: „Hívj gyávának, ha akarsz, Mesterem, de néha a gyáva marad életben.” A Bukott halála miatt megdöbbent és sérült Megatron hallgat rá, és csendben elmenekülnek. A film harmadik részében (A Hold sötétsége) Chicagóban Üstökös Sam Witwickyre támad, hogy a gyengének tartott, fennhangon gúnyolt ember elpusztításával szadizmusát és bosszúvágyát kielégítse; Witwicky azonban az autobot barátaitól kapott speciális felszereléssel és némi katonai segítséggel végez vele.

## Szinkronhangok
| Név        | Magyar Név    | Eredeti hang       | Magyar hang | Sorozat/Film                                                | Év        |
| ---------- | ------------- | ------------------ | --- | ----------------------------------------------------------- | --------- |
| Starscream | Starscream    | Chris Latta        | TBA | Transformers G1                                             | 1984-1987 |
| Starscream | Starscream    | Chris Latta        | Szersén Gyula (1. szinkron) Bartucz Attila (2. szinkron) | Transformers                                                | 1986      |
| Starscream | Csillagsikoly | Michael Dobson     | Fellegi Lénárd | Transformers: Armada                                        | 2002-2003 |
| Starscream | Surranó       | Michael Dobson     | Gergely Róbert (1. szinkron, 7-12. és 27-47. rész) Laklóth Aladár (1. szinkron, 15-26. rész) Faragó József (1. szinkron, 48-52. rész) Laklóth Aladár (2. szinkron), Forgács Gábor (2. szinkron, néhány részben) | Transformers: Energon                                       | 2004-2005 |
| Starscream | Üstökös       | Michael Dobson     | Sinkovits-Vitay András (1. szinkron) Laklóth Aladár (2. szinkron) | Transformers: Cybertron                                     | 2005-2006 |
| Starscream | Üstökös       | Michael Dobson     | | Transformers: Első Optimus Megatron Ellen – A Végső Ütközet | 2007      |
| Starscream | Starscream    | Tom Kenny          | TBA | Transformers: Animated                                      | 2007-2009 |
| Starscream | Üstökös       | Charles Adler      | Láng Balázs | Transformers                                                | 2007      |
| Starscream | Üstökös       | Charles Adler      | Láng Balázs | Transformers: A bukottak bosszúja                           | 2009      |
| Starscream | Starscream    | Steven Blum        | Láng Balázs | Transformers: Prime                                         | 2010-2013 |
| Starscream | Üstökös       | Charles Adler      | Láng Balázs | Transformers 3.                                             | 2011      |
| Starscream | Starscream    | Steven Blum        | TBA | Transformers Prime Beast Hunters: Predacons Rising          | 2013      |
| Starscream | Starscream    | Steven Blum        | Bácskai János | Transformers: Robots in Disguise                            | 2015-2017 |
| Starscream | Starscream    | Frank Todaro       | TBA | Transformers: Prime Wars Trilogy                            | 2016-2018 |
| Starscream | Starscream    | Billy Bob Thompson | Bácskai János (2. és 7-18. rész) Papucsek Vilmos (3-6. rész) | Transformers: Cyberverse                                    | 2018-2021 |
| Starscream | Starscream    | Frank Todaro       | TBA | Transformers: Háború Kibertron bolygójáért trilógia         | 2020-2021 |
| Starscream | Üstökös       | Steven Blum        | Megyeri János | Transformers: FöldSzikra                                    | 2022-     |
| Starscream | Üstökös       | Steve Buscemi      | Epres Attila | Transformers Egy                                            | 2024      |